# Japonais en France
Les Japonais en France sont des résidents et citoyens d'origine japonaise, comprenant à la fois ceux qui se sont installés définitivement en France et ceux qui sont nés dans le pays, avec une importante communauté d'expatriés à court terme qui passent au plus quelques années dans le pays avant de rentrer au Japon. Selon le ministère des Affaires étrangères japonais, 42 712 citoyens japonais résident en France en 2017.

## Histoire
L'installation de Japonais en France contrairement à l'immigration japonaise au Brésil ou à celle des nippo-Américains, a toujours consisté en visiteurs individuels se rendant dans le pays pour des raisons culturelles ou intellectuelles plutôt que d'ordre économique, avec peu de mobilisation collective par le gouvernement.

### Avant la Première Guerre mondiale
Le flux d'expatriés japonais individuels en France commence dès les années 1870. Pour la plupart, ils y résident quelques années pour y faire l'expérience de la vie intellectuelle et culturelle, puis retournent dans leur pays d'origine où leurs expériences sont considérées comme une forme de « capital culturel » qui renforce leur statut social. Les dirigeants japonais de l'ère Meiji n'encouragent pas une trop grande émigration, car ils voient la France comme un symbole de la civilisation moderne et cherchent à empêcher les « hommes dont la respectabilité et la civilité est douteuse » de s'y installer.

### L'entre-deux-guerres
La communauté d'expatriés japonais de la période de l'entre-deux-guerres est dépeinte dans le roman Ryoshu de Riichi Yokomitsu. L'arrivée des expatriés japonais se poursuit de façon très limitée avant les années 1930, lorsque le début de la Seconde Guerre Mondiale y met fin.

### Après la Seconde Guerre mondiale
Les migrants japonais d'après-guerre en France continuent en grande partie à correspondre au modèle de personnes très instruites ; ce sont des journalistes, des hauts fonctionnaires, des universitaires et des professionnels. 73,6 % détiennent un diplôme universitaire. Le nombre d'étudiants, cependant, a quelque peu diminué par rapport aux années 1920-1930.

## Caractéristiques

### Profil sociologique
La diaspora japonaise est atypique en France, puisqu'il s'agit d'une migration en provenance d'un pays plus riche ; elle est aussi plus diplômée que les autres diasporas, avec une plus forte proportion de la population étudiante et de cadres d'entreprises.
L'immigration japonaise se concentre en Île-de-France, en particulier à Paris et son 15e arrondissement.

### Culture

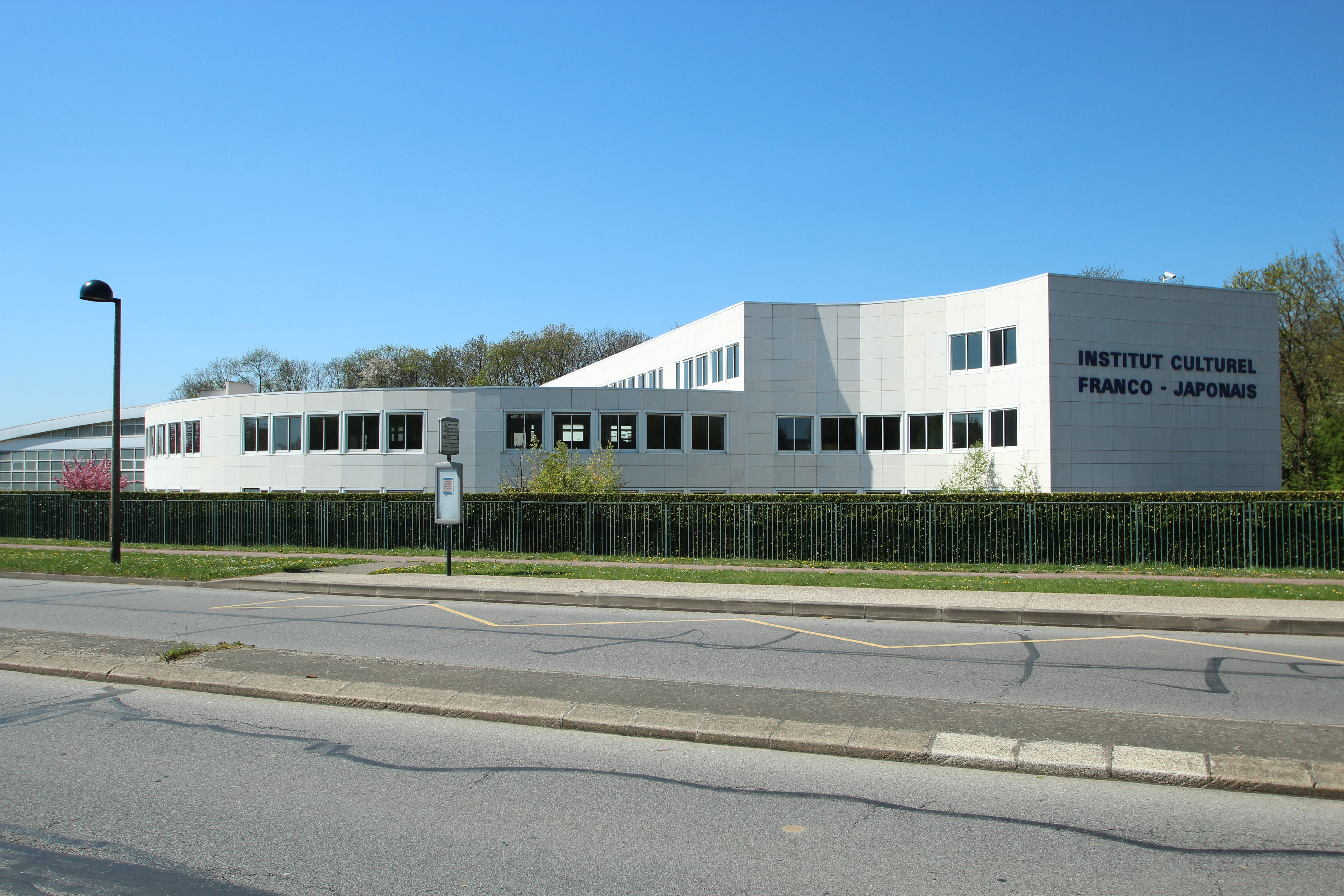
École japonaise de Paris.

La plupart des expatriés japonais en France possèdent la maîtrise du français.
Il y a plusieurs temples bouddhistes en France qui desservent la communauté japonaise. La plupart sont affiliés à la branche zen du bouddhisme mahāyāna. Les chrétiens japonais ont deux lieux de culte à Paris : le temple du Marais, protestant, et le centre catholique des Japonais de Paris.
Les Japonais en France, en général, « s'adaptent au paysage urbain français » et la plupart du temps évitent l'expression publique de leur identité ethnique qui pourrait mettre l'accent sur leur séparation d'avec les Français. Toutefois, des éléments de culture japonaise se sont également ajoutés au paysage français, notamment à Paris où se trouvent de nombreux bars à sushi et restaurants japonais.
Ils se réunissent autour de conférences ou de concerts à la Maison de la culture du Japon à Paris, voire à la Maison du Japon de la cité internationale universitaire de Paris.
Il existe plusieurs publications à destination des Japonais en France, notamment le magazine OVNI, mensuel gratuit en langue japonaise sur l'actualité française et parisienne.
Parmi les écoles japonaises à l'étranger, une seule se trouve en France, l'Institut culturel franco-japonais - École japonaise de Paris. Les anciens Konan et Seijo sont aujourd'hui fermés.

## Relations interethniques
Au tournant du XXe siècle, l'idée française de « japonisme » joue initialement un rôle important dans le traitement français des expatriés japonais dans leur milieu : ils sont considérés comme les représentants d'une culture artistique, mais vide de sens, exotique, égocentrique et non politique. Cependant, l'augmentation de l'agressivité militaire du Japon en Asie menant à la Seconde Guerre mondiale brise cette image et augmente la suspicion française vis-à-vis de tous les Asiatiques, notamment les Japonais.
Les Japonais en France dans les années 1990 et 2000 sont considérés comme presque « invisibles », contrairement au flux beaucoup plus controversé de migrants d'Afrique du Nord.
Les Français ressentent souvent de l'hostilité envers le Japon en tant que concurrent économique, mais cette hostilité ne se manifeste pas dans leur traitement des résidents japonais dans le pays. L'enquête 2001 de Yatabe trouve que 42,5 % des Japonais en France ressentent que les Français ont une attitude favorable envers eux, 31,7 % une attitude indifférente et seulement 25,8 % estiment qu'ils sont accueillis avec hostilité. 42,0 % des Français interrogés estiment favorablement les mariages transnationaux avec les Japonais, 29,1 % y sont indifférents et 24,3 % opposés. Le nombre des opposants est plus du double qu'en ce qui concerne les mariages mixtes avec les Américains ou les gens de quelque nation européenne que ce soit, mais inférieur à celui qui concerne les mariages mixtes avec des personnes de n'importe quel autre pays non-occidental, et notamment moins de la moitié du nombre de ceux qui s'opposent aux mariages avec des Algériens En revanche, 52,4 % des Japonais en France interrogés considèrent de façon « défavorable » ou « très défavorable » l'idée de mariages avec des Français.

## Communauté regroupée
Un peu moins de la moitié des Japonais en France vivent à Paris, selon les données 1996 de l'ambassade du Japon. Les Japonais à Paris vivent dans plusieurs secteurs, les plus fortes concentrations se trouvant dans les 15e et 16e arrondissements. Contrairement à d'autres communautés d'expatriés en provenance d'Asie, comme les Chinois par exemple, la vie sociale des Japonais a tendance à se centrer autour de leur entreprise plutôt que de leur quartier de résidence. Un certain nombre d'entreprises et de restaurants japonais sont concentrés dans le quartier de l'Opéra, mais il s'agit en grande partie d'un quartier commercial et en fait peu de Japonais y vivent. De plus en plus, la plupart des restaurants de la zone servant de la cuisine japonaise sont exploités par des immigrants du Cambodge, de Thaïlande ou du Vietnam, et ciblent une clientèle française.

## Personnalités notables
Par ordre chronologique d'arrivée en France :
- Hokkai Takashima, peintre, ingénieur, botaniste de 1885 à 1888
- Kikou Yamata, écrivain née en France en 1897
- Tsugouharu Foujita, peintre, de 1913 à 1931, et de 1949 à sa mort en 1968
- Shūzō Kuki, philosophe, de 1924 à 1927, et de 1928 à 1929
- Sadami Yokote, peintre, de 1927 à sa mort en 1931
- Takanori Oguiss, peintre, de 1927 à 1940, puis de 1948 à sa mort en 1986
- Mikinosuke Kawaishi, enseignant et pionnier du judo en France, de 1935 à sa mort en 1969
- Sessue Hayakawa, acteur, de 1937 à 1949
- Toshiko Yuasa, physicienne, de 1940 à 1944, et de 1949 à sa mort en 1980
- Shozo Awazu, enseignant de judo, de 1950 à sa mort en 2016
- Takumi Ashibe, cuisinier, depuis 1954
- Kanō Minoru, sculpteur, de 1957 à sa mort en 2007
- Akira Tanaka, peintre, de 1959 à sa mort en 1982
- Hiroko Matsumoto, mannequin, de 1960 à sa mort en 2003
- Kenzo Takada, couturier, de 1964 à sa mort en 2020
- Masamichi Noro, enseignant d'aïkido, fondateur à Paris du Kinomichi, de 1964 à sa mort en 2013
- Nobuyoshi Tamura, enseignant d'aïkido, directeur technique de la Fédération française d'aïkido et de budo, de 1964 à sa mort en 2010
- Hiroyuki Moriyama, artiste, depuis 1964
- Yoshi Oida, metteur en scène, depuis 1968
- Satoru Satō, artiste contemporain, depuis 1969
- Ono Shoïchi, peintre, depuis 1974
- Masayuki Kaï, peintre, depuis 1976
- Mikio Watanabe, graveur, depuis 1977
- Issei Sagawa, le « Japonais cannibale » du début des années 1980
- Sadaharu Aoki, pâtissier, depuis 1991
- Tomuya, chanteur, depuis 1992
- Yuki Onodera, photographe, depuis 1993
- Hisayuki Takeuchi, cuisinier, depuis 1999
- Hitonari Tsuji, romancier et acteur, et Miho Nakayama, chanteuse et actrice, depuis 2003
- Rumi Utsugi, footballeuse internationale évoluant à Montpellier Hérault Sport Club de 2010 à 2016
- Saki Kumagai, footballeuse internationale évoluant à l'Olympique lyonnais, de 2013 à 2021
- Eiji Kawashima, footballeur international évoluant au FC Metz de 2016 à 2018 et au RC Strasbourg depuis 2018.